# 劇団チョコレートケーキ
劇団チョコレートケーキ（げきだんチョコレートケーキ）は、日本の劇団。

## 概要
2000年、駒澤大学OBを中心に結成。劇団名の由来は「チョコレートケーキを嫌いな人はいない」というピュアな思いより。
2008年までその名に恥じない緩やかなコメディを年1～3回上演。2009年、劇団員古川健の劇作による「a day」を上演。
2010年、「サウイフモノニ…」から日澤雄介が演出を担当、現在の製作スタイルを確立。
あさま山荘事件の内側を描いた「起て、飢えたる者よ」以降、大逆事件やナチスなど社会的な事象をモチーフにした作品を作り続ける。
緻密な調査に基づき描かれる古川健の劇作と、ハードな台詞表現の内に人間味を凝縮させる日澤雄介の演出が加わり、ある種の極限状態にいる者たちの存在に迫る。
2014年、大正天皇の一代記を描いた『治天ノ君』で第21回読売演劇大賞選考委員特別賞を受賞。2015年、劇団としての実績が評価され第49回紀伊國屋演劇賞団体賞を受賞。
海外の芸術祭への招聘など、国内外から多大な注目が寄せられる

。

## 受賞・候補
- 2012年　
  - CoRich舞台芸術アワード！2012　第１位(『熱狂/あの記憶の記録』)[9][10]
- 2014年　
  - 第21回読売演劇大賞選考委員特別賞(『治天ノ君』)
  - CoRich舞台芸術アワード！2013　第１位(『治天ノ君』)
- 2015年　
  - 第49回紀伊國屋演劇賞団体賞
- 2016年　
  - 第23回読売演劇大賞　優秀作品賞(『追憶のアリラン』)
  - CoRich舞台芸術アワード！2015　第１位(『追憶のアリラン』)
- 2017年　
  - サンモールスタジオ選定賞　最優秀団体賞(『60’sエレジー』)
- 2018年　
  - バッカーズ・ファンデーション演劇奨励賞 作品賞(『60’sエレジー』)

### 個人
- 2011年
  - 佐藤佐吉賞2011　優秀脚本賞(『一九一一年』古川健)
- 2012年
  - 佐藤佐吉賞2012　優秀助演男優賞(北京蝶々『都道府県パズル』岡本篤)
  - 若手演出家コンクール2012　最優秀賞(『親愛なる我が総統』日澤雄介)
- 2013年
  - CoRich舞台芸術まつり！2013　俳優賞(『熱狂』西尾友樹)
- 2014年
  - 優秀演出家賞(日澤雄介)
  - 優秀男優賞(西尾友樹)
  - サンモールスタジオ選定賞　最優秀脚本賞(『あの記憶の記録』古川健)
  - 最優秀男優賞(『熱狂』西尾友樹)
- 2016年
  - 第19回鶴屋南北戯曲賞　ノミネート(古川健『追憶のアリラン』)
  - 第60回岸田國士戯曲賞　最終候補(古川健『ライン（国境）の向こう』)
- 2017年
  - 第25回読売演劇大賞　優秀演出家賞(日澤雄介『あの記憶の記録』『幻の国』※外部演出)
- 2018年　
  - 第21回鶴屋南北戯曲賞ノミネート(古川健『60’sエレジー』)

## 俳優・スタッフ
- 日澤雄介 - 代表、演出[11][12][13]
- 古川健 - 劇作家[14]
- 岡本篤
- 浅井伸治
- 西尾友樹
- 菅野佐知子 - 制作